# Cal Sió
Cal Sió és una obra del municipi de Sant Vicenç dels Horts (Baix Llobregat) inclosa en l'Inventari del Patrimoni Arquitectònic de Catalunya.

## Descripció
Es tracta d'un edifici aïllat de planta quadrada amb planta baixa i pis cobert a quatre vessants amb teula ceràmica. La façana és organitzada simètricament a partir de les obertures. Les façanes N i S tenen un cos més avançat respecte a la línia de façana, amb accés porxat amb columnes, terrassa, frontó triangular, ull de bou i esgrafiats. Les obertures presenten tipologies diferents: algunes amb dintell pla i altres amb arc de mig punt, ornats amb trencaaigües, garlandes i fullam. Totes les cantonades presenten simulació de carreus. La fusteria és de fusta amb persianes de llibret.